# Men Behind the Sun
Men Behind the Sun (auch: Hei Tai Yang 731 oder Black Sun 731) ist ein in Hongkong produzierter Film aus dem Jahr 1988 von Tun Fei Mou (T. F. Mous) über die japanische Einheit 731, die im Zweiten Weltkrieg in der Mandschurei stationiert war.

## Inhalt
Der Film gibt einen Einblick in die Tätigkeiten rund um das Lager 731 (Camp 731) und ist in die Darstellung von Experimenten und Ermordungen eingebettet, die von der japanischen Armee-Einheit 731 (Unit 731) gegen Ende des Zweiten Weltkrieges durchgeführt wurden. Im Mittelpunkt der Handlung steht eine Gruppe japanischer Jugendlicher, die im Lager 731 ausgebildet wird und denen systematisch jedes menschliche Mitgefühl abtrainiert werden soll, das einem japanischen Kriegsgewinn im Wege stehen könnte. In teilweise drastischen Bildern stellt der Film den Alltag und die Menschenversuche in diesem Konzentrationslager dar (u. a. Kälte- und Unterdruckkammerexperimente, Vivisektion). Diese werden an der chinesischen Zivilbevölkerung und kriegsgefangenen Russen, Engländern und Amerikanern durchgeführt.

## Kontroverse
In Japan stieß der Film in nationalistischen Kreisen auf vehemente Kritik, da diese die Existenz und v. a. derartige Tätigkeiten einer Einheit 731 bestreiten.
Als besonders schockierend wird von den meisten Zuschauern der Kontrast zwischen der nüchternen, quasidokumentarischen Inszenierung und der expliziten Darstellung seelischer und körperlicher Gewalt angesehen. Letztere war in dieser Form bis dato lediglich aus in der Hauptsache fiktionalen sog. Splatterfilmen bekannt. Da die meisten Ereignisse in Men Behind the Sun als historisch verbürgt gelten, ist für den Zuschauer ein Rückzug auf die Position der Fiktionalität ausgeschlossen. (Siehe dazu auch Kritik.)
Bei einer Autopsie-Szene wurde die Leiche eines zuvor verstorbenen Jungen genutzt. Die Freigabe des Films wird in einigen Staaten restriktiv gehandhabt.
Der Film lief auf der Berlinale 1989 im Panorama-Programm und wurde also seitdem auch dem deutschen Publikum zugänglich gemacht.
2012 wurde der Film als Men behind the Sun – The historical Edition erstmals in Deutschland mit deutschsprachiger Synchronisation veröffentlicht. Die Fassung wurde jedoch um 9 Minuten gekürzt. Der Film hat die Altersfreigabe FSK 18. Es existiert allerdings eine ungeschnittene österreichische Version.

## Fortsetzungen
Von Men Behind the Sun wurden drei weitere Teile gedreht, die zum Teil nur einen bedingten Zusammenhang zum ersten Teil haben. Der 2. Teil der Serie, Men Behind the Sun 2: Laboratory of the Devil, wird oftmals als ein Remake angesehen und stammt, wie Teil 3 (Men Behind the Sun 3: A narrow Escape), nicht von T. F. Mous, sondern von Godfrey Ho.
Der inoffizielle 4. Teil, oder Nachfolger, Black Sun: The Nanking Massacre, von T. F. Mous beschäftigt sich mit dem Massaker an der Bevölkerung der chinesischen Stadt Nanjing durch japanische Truppen. Das verbindende Glied ist die Anprangerung japanischer Kriegsverbrechen.

## Kritiken
Manche Kritiker bemängeln, dass der Film Ereignisse als Wahrheiten ausgebe, obwohl sie im Film nicht ausreichend dokumentiert würden bzw. überhaupt nicht mehr dokumentierbar seien.
Dies stimmt insofern, als dass die Einheit 731 bei ihrem Abzug fast sämtliche Unterlagen vernichtet hatte und nur wenige Dokumente, wie die privaten Aufzeichnungen von Shirō Ishii, dem Leiter der als Wasseraufbereitungseinheit getarnten Forschungseinheit, erhalten blieben. Diese Aufzeichnungen wurden von ihm, für die Gewährleistung von Immunität, an die Amerikaner übergeben. Weitere Dokumente wurden von der Sowjetunion konfisziert. Auf diese Quellen beruft sich der Regisseur.
Im Wesentlichen fällt die Kritik an diesem Film in die gleiche Kontroverse um die japanischen Kriegsverbrechen, wie z. B. das Nanking-Massaker.
Erst im August 2002 konstatierte der Gerichtshof des Distrikts Tokio, dass die Einheit 731 und die von ihr begangenen Kriegsverbrechen tatsächlich existiert haben. Bereits im Dezember 1949 wurden, während der Kriegsverbrecherprozesse von Chabarowsk, zwölf japanische Militärangehörige schuldig gesprochen.